# Little Deuce Coupe
| 전문가 평가                   | 전문가 평가 |
| 평가 점수                     | 평가 점수   |
| 출처                          | 점수        |
| ----------------------------- | ----------- |
| AllMusic                      | [ 2 ]       |
| Blender                       | [ 3 ]       |
| Encyclopedia of Popular Music | [ 4 ]       |
| The Rolling Stone Album Guide | [ 5 ]       |

《Little Deuce Coupe》는 미국의 록 밴드 비치 보이스의 네 번째 스튜디오 음반이며, 1963년에 세 번째 음반이 발매되었다. 46주 차트에서 4위에 올랐으며, 결국 미국 음반 산업 협회에 의해 플래티넘 인증을 받았고, 록 콘셉트 음반의 초기 사례 중 하나로 꼽힌다.
이 음반은 《Surfer Girl》 이후 3주 만에 발매되었다. 《Little Deuce Coupe》(〈Shut Down〉, 〈409〉, 〈Our Car Club〉, 〈Little Deuce Coupe〉)의 곡 중 4곡이 이전 음반에 이미 수록되어 있었고, 〈Be True to Your School〉의 대체 음반을 할인해 주었을 때, 음반의 어떤 곡도 A-사이드 싱글로 발매되지 않았다.

## 배경
1963년 여름, 캐피틀 레코드는 같은 이름의 비치 보이스의 노래와 〈409〉를 포함한 "핫 로드" 컴필레이션 음반 《Shut Down》을 그들의 승인이나 관여 없이 정리했다. 브라이언 윌슨은 자신이 이미 작업하고 있던 여러 곡(주로 라디오 DJ 로저 크리스천)을 즉석에서 읽었고, 밴드는 《Surfer Girl》이 나온 지 한 달 만에 《Little Deuce Coupe》를 음반 가게 진열대에 올리기 위해 서둘러 녹음 세션을 진행했다. 이 곡들 중 8곡이 새로 나온 반면, 〈Little Deuce Coupe〉, 〈Our Car Club〉, 〈Shut Down〉 그리고 〈409〉는 모두 이전 세 음반들 중 하나에 나왔다.

## 곡 목록
모든 곡들은 특별한 언급이 없는 한 브라이언 윌슨과 로저 크리스천에 의해 작사/작곡하였다.
| #  | 제목                       | 작사·작곡                | 리드 보컬     | 재생 시간 |
| -- | -------------------------- | ------------------------ | ------------- | --------- |
| 1. | 〈Little Deuce Coupe〉     |                          | 마이크 러브   | 1:38      |
| 2. | 〈Ballad of Ole' Betsy〉   |                          | 브라이언 윌슨 | 2:15      |
| 3. | 〈Be True to Your School〉 | B. 윌슨, 러브            | 러브          | 2:06      |
| 4. | 〈Car Crazy Cutie〉        |                          | B. 윌슨       | 2:47      |
| 5. | 〈Cherry, Cherry Coupe〉   |                          | 러브          | 1:47      |
| 6. | 〈409〉                    | B. 윌슨, 게리 어셔, 러브 | 러브          | 1:58      |

| #  | 제목                                 | 작사·작곡     | 리드 보컬     | 재생 시간 |
| -- | ------------------------------------ | ------------- | ------------- | --------- |
| 1. | 〈Shut Down〉                        |               | 러브          | 1:48      |
| 2. | 〈Spirit of America〉                |               | B. 윌슨       | 2:23      |
| 3. | 〈Our Car Club〉                     | B. 윌슨, 러브 | 러브, B. 윌슨 | 2:21      |
| 4. | 〈No-Go Showboat〉                   |               | B. 윌슨, 러브 | 1:54      |
| 5. | 〈Their Hearts Were Full of Spring〉 | 바비 트루프   | 그룹          | 2:15      |
| 6. | 〈Custom Machine〉                   | B. 윌슨, 러브 | 러브          | 1:38      |